# Aedes haworthi
Aedes haworthi är en tvåvingeart som beskrevs av Edwards 1923. Aedes haworthi ingår i släktet Aedes och familjen stickmyggor. Inga underarter finns listade i Catalogue of Life.